# Bei mir liegen Sie richtig
Bei mir liegen Sie richtig ist ein Film des Regisseurs Ulrich Stark mit Dieter Hallervorden, gedreht im Jahr 1990. Die Erstaufführung war am 13. Dezember 1990.

## Handlung
Willi Kritz verdient sich seinen Lebensunterhalt als Nachtwächter und Leichenwäscher beim Deutschen Pathologischen Institut am Klinikum Ost-Berlin. Dabei hat er eine weitere Einnahmequelle aufgetan: Er stiehlt pathologische Exponate und schmuggelt diese als Berliner Bär verkleidet nach West-Berlin. Sein Abnehmer ist Frundsberg, die Übergabe findet immer in dessen Ami-Schlitten statt.
Lilo Berger, Leiterin der Kreditabteilung bei der Hippo-Bank, ist spielsüchtig und besorgt sich dafür bei ihrer Bank Geld, indem sie Kredite für einen nicht existierenden Dr. Tassilo Tetzlaff genehmigt. Ihrem Chef, Dr. Reinhart, fällt auf, dass dieser Dr. Tetzlaff noch keine Raten getilgt hat, und er will sich die Praxis von Dr. Tetzlaff ansehen. Das bringt Lilo natürlich in arge Bedrängnis. 
Da kommt ihr der Zufall zu Hilfe: Sie fährt den gerade als Bären verkleideten und mit Schmuggelware radfahrenden Willi Kritz mit dem Auto an. In der Arztpraxis ihrer Schwester entdeckt sie, dass Willi ein Schmuggler ist. Sie erpresst Willi, er muss nun Dr. Tetzlaff spielen, um Lilos Chef zu beruhigen. Willi spielt die Rolle so gut, dass Dr. Reinhart ihn bei Dr. Sahner, dem Lilo einen Kredit versagt hat, als Chefarzt engagieren will, damit dieser dann den Kredit bewilligt bekommt. Als Chefarzt Dr. Tetzlaff setzt Willi auf „Aktive Patientenakquirierung“, das heißt „die Patienten da abzugreifen, wo sie entstehen“.
Im weiteren Verlauf landen unter anderem auch Lilos Pokerkollege Kalle Kriwitz, der Dealer Frundsberg und Dr. Reinhart als Patienten in der Klinik. Natürlich kommt irgendwann der Punkt, an dem Dr. Tetzlaff eine OP durchführen soll – der Schwindel fliegt auf. Alle wissen nun von dem Schwindel, bis auf Dr. Reinhart. Willi überzeugt die anderen Beteiligten zu schweigen. Denn nur so kann er Arzt bleiben, Dr. Sahner kann seine Klinik weiterführen, und Lilo braucht das ergaunerte Geld nicht zurückzuzahlen.

## Titelgebung
Der Filmtitel bezieht sich auf die gleichnamigen Wochenschaueinspieler aus den 1960er Jahren, die von Günther Jerschke zum Arbeitsschutz moderiert wurden.

## Kritiken
„Mißlungener Versuch einer Satire auf Fragwürdigkeiten im Bereich von Medizin und Banken. Statt Esprit und kritischer Karikatur macht sich nur grobe Possenreißerei mit Geschmacklosigkeiten breit.“

## DVD-Veröffentlichung
Der Film erschien am 17. November 2006 bei Turbine Medien auf DVD.